# Три Лиги
Три лиги (нем. Freistaat der Drei Bünde, итал. Stato libero delle Tre Leghe, романш. Stadi liber da las Trais Lias) — ассоциированное государство в составе Швейцарского союза, существовавшее с 1471 по 1799 год. Возникло как объединение Лиги десяти сообществ, Лиги дома Божьего и Серой лиги.

## История
Существовашие отдельно Лига десяти сообществ, Лига дома Божьего и Серая лига периодически действовали совместно, как, например, в разгоревшемся в 1450 году Schamserfehde, в ходе которого против графов Верденберг-Зарганс выступили Десять сообществ и дом Божий. Совместные встречи представителей лиг упоминаются с 1461 года; десять лет спустя две лиги объединились с Серой лигой, хотя нет документальных доказательств этого. В 1497 и 1498 году Три лигипосле приобретения Габсбургами в 1496 году владений угасшей династии Тоггенбургов, участвовали против них совместно со Швейцарской конфедерацией в Швабской войне. Габсбурги были побеждены в битвах у Кальвена и Дорнахе, что привело к признанию независимости Швейцарии и Лиг.
После 1499 года лиги фактически отделились от Священной Римской Империи, и к началу XVII века были единственным коммуналистическим государством в Европе.
Война Муссо 1520 года сблизила Три лиги со Швейцарской конфедерацией.
23 сентября 1524 года союзным договором была создана конституция, регулировавшая жизнь свободного государства. Высшей властью в Свободном Государстве был Бундестаг, состоявший из 63 депутатов, ответственных за свои округа; этот Бундестаг чередовался между Иланцем, Куром и Давосом. По сегодняшним стандартам Три лиги можно считать федерацией трех государств, а не единым государством; у союза было мало полномочий, и практически все дела решались референдумом.
Иланцские статьи 1524 и 1526 годов уменьшили власть епископа Курского и укрепили союз между тремя лигами. Принятые 4 апреля 1524 г. статьи требовали от священников жить в общинах, которым они служат, искренне заботиться о духовных нуждах своей общины и вести праведную жизнь. Общины имели право утверждать своих священников и запрещали епископу решать светские вопросы. Принятые 25 июня 1526 г. статьи полностью лишили епископа светской власти: приходы могли выбирать своих священников, а для назначения епископами требовалось одобрение всего Бундестага. Кроме того, церковные руководители больше не могли назначать светских чиновников, монастыри были переданы под надзор правительства, а различные десятины были отменены или сокращены. Статьи оставались законом Лиги до французского вторжения 1798 года
С вторжением в Швейцарию французских революционных армий Три Лиги были поглощены Гельветической республикой как кантон Реция. Акт посредничества 1803 года включил лиги в качестве кантона Граубюнден в состав восстановленной Швейцарской Конфедерации; действующая конституция кантона датируется 1892 годом.
Ранее входившие в состав лиг Кьявенна, Вальтеллина и Бормио 10 октября 1797 года были аннексированы Цизальпинской республикой. После Венского конгресса округа вошли в состав провинции Сондрио Ломбардо-Венецианского королевства. В то же время город Кампионе отделился от Лугано, что привело к его нынешнему положению итальянского анклава внутри швейцарского кантона Тичино.